# Puotila
Puotila (szw. Botby gård) – naziemna stacja metra helsińskiego na jego południowym odgałęzieniu (Itäkeskus – Vuosaari), obsługująca dzielnicę Puotila i Puotinharju we wschodnich Helsinkach. Została otwarta 31 sierpnia 1998 roku, a więc dużo później niż większość stacji w sieci. Projekt wykonało biuro architektoniczne Kaupunkisuunnittelu Oy Jarmo Maunula.
Myllypuro znajduje się pomiędzy stacjami Itäkeskus oraz Rastila.